# Gerry Bridgwood
Gerald „Gerry“ Bridgwood (* 17. Oktober 1944; † 2. März 2012) war ein englischer Fußballspieler. In seiner 14 Spielzeiten in der Football League umfassenden Karriere kam er zu über 200 Profispielen.

## Sportlicher Werdegang
Bridgwood debütierte 1961 für Stoke City im Spiel gegen Brighton & Hove Albion in der Second Division. In den folgenden Jahren kam er unter Trainer Tony Waddington lediglich sporadisch zum Einsatz – in der Aufstiegssaison 1962/63 bestritt er vier Spiele –, einzig Mitte des Jahrzehnts stand er zeitweise häufiger auf dem Spielfeld in der First Division. Als die Mannschaft 1964 das Endspiel um den Football League Cup gegen Leicester City – im Entscheidungsspiel verlor sein Klub – erreichte, war er zwar auf dem Weg zum Finale in der anfänglichen Runden an diesem Erfolg beteiligt gewesen, in keinem der beiden Finalspiele war er jedoch mit von der Partie. Insgesamt war er in 95 Ligaspielen für den Klub aktiv, dabei erzielte er acht Tore.
1968 wechselte Bridgwood für 12.000 £ zu Shrewsbury Town in die Third Division. Bis 1973 lief er in 117 Spielen für den Drittligisten auf und erzielte sieben Tore, verletzungsbedingt war anschließend kein höherklassiger Fußball mehr möglich.
Bridgwood betrieb nach seinem Karriereende einen Pub. Wenige Tage nachdem er diesen aufgegeben hatte, erlag er im Alter von 67 Jahren einem Herzinfarkt.

## Nachweise
1. 1 2 3  thisisstaffordshire.co.uk: „Former Stoke City star Gerry Bridgwood died days after retiring from pub“